# Sairocarpus pusillus
Sairocarpus pusillus är en grobladsväxtart som först beskrevs av T.S. Brandegee, och fick sitt nu gällande namn av David A. Sutton. Sairocarpus pusillus ingår i släktet Sairocarpus och familjen grobladsväxter. Inga underarter finns listade i Catalogue of Life.